# حسن یوسف (بازیگر)
حسن یوسف (عربی: حسن يوسف؛ ۱۴ آوریل ۱۹۳۴ – ۲۹ اکتبر ۲۰۲۴)، بازیگر و کارگردان اهل مصر بود. او از اوایل دهه ۱۹۶۰ در بسیاری از فیلم‌ ها به ایفای نقش پرداخت و به همراه سعاد حسنی، ۱۵ فیلم کارگردانی کرد. او سال ۱۹۷۲ با شمس البارودی ازدواج کرد.